# 長谷川武彦 (創業者)
長谷川 武彦（はせがわ たけひこ、1914年2月11日 - 1983年10月31日）は、日本の実業家。長谷川工務店（現：長谷工コーポレーション）創業者・会長。

## 来歴
1914年兵庫県生まれ。1936年関西高等工学校（現：大阪工業大学）建築学科卒。
1937年個人経営の長谷川工務店（現：長谷工コーポレーション）を創業。1946年株式会社に改組。当初は、学校建築や社宅建築などを手掛け、戦後の好景気の波に乗って急成長を続け、大阪・東京で株式上場を果たす。1964年の東京オリンピック後の不況で一転して苦境に陥ったことを契機に、マンション建設事業への転換を図る。1968年自社マンション第1号を兵庫県芦屋市に建設し、建設から販売までのノウハウを蓄積し、長谷工独自の「土地持ち込みによる特命受注方式」（マンション建設に適した土地を持ち込み、提案・受注する方式）を確立。1973年標準化したユニットの組み合わせにより企画・設計・施工を行う「コンバス」シリーズを開発し、マンションの量的普及と居住水準の向上に寄与した。建築業と貸室業（不動産賃貸業の1つ）という事業体制をとり、マンション建設事業で大きく業績を伸ばした。小さな個人会社からマンション建設業界トップクラスの大手企業へ躍進させた「立志伝中の人」であり、”何の得にもならん名誉職は一切やらへん”と商売一途に徹した関西商人だった。
1983年10月31日逝去。